# Defense Information Systems Agency

Logo der DISA

Die Defense Information Systems Agency (DISA; deutsch „Agentur für Verteidigungsinformationssysteme“) ist eine Behörde des US-Verteidigungsministeriums. Sie wurde 1960 gegründet und hieß bis 1991 Defense Communications Agency. Ihr Sitz ist Fort Meade in Maryland. Ihre Aufgaben liegen unter anderem in der Unterstützung mit Informations- und Kommunikationstechnik für den Präsidenten, Vizepräsidenten, Verteidigungsminister und die Streitkräfte.

## Geschichte
Die einzelnen Organisationen im Verteidigungsministerium benötigten ein einheitliches Kommunikationssystem, deshalb gab der damalige Präsident Dwight D. Eisenhower 1957 seinem Verteidigungsminister Charles Erwin Wilson den Auftrag, ein gemeinsames System für alle Streitkräfte zu entwickeln. Am 12. Mai 1960 wurde schließlich die Defense Communications Agency (DCA) gegründet, welche den Auftrag bekam, dieses System zu verwalten und zu kontrollieren.
Die DCA spielte eine wichtige Rolle bei der Entwicklung des Defense Satellite Communications System und des Heißen Drahtes. Während des Vietnamkrieges eröffnete die DCA eine Außenstelle in Asien und baute mit Talk Quick ein Kommunikationsnetz zum sicheren Dialog aus. In den 70er Jahren erwarb die Agency das Minimum Essential Emergency Communications Network (MEECN), welches für die schnelle Kommunikation mit der Atomstreitkraft zuständig ist. Ende der 80er Jahre legte die DCA die Joint Tactical Command, Control, and Communications Agency (JTC3A), das Tri-Service Tactical Communications Joint Test Element und die Joint Operability Test Facility zusammen und bildete das Joint Interoperability Test Command (JITC), welches in Fort Huachuca stationiert ist.

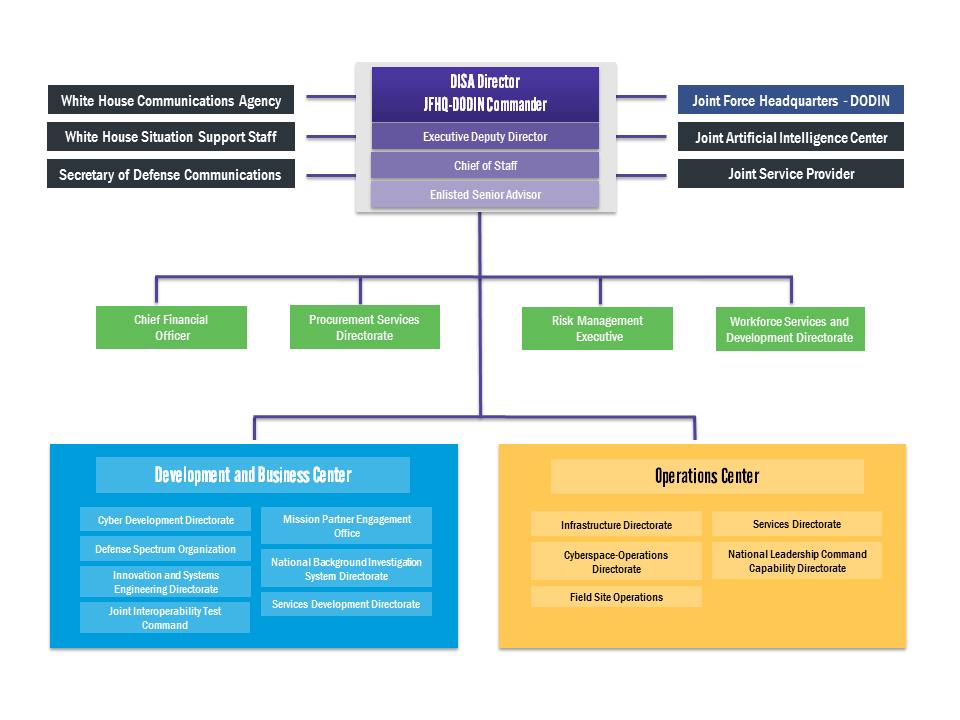
Struktur der Defense Information Systems Agency

Am 25. Juni 1991 wurde die DCA in Defense Information Systems Agency (DISA) umbenannt, um das Amt „eindeutig als Kampfunterstützungsbehörde zu identifizieren“. Mitte der 90er wurde das Worldwide Military Command and Control System unter anderem durch das Defense Message System ersetzt, um die Unified Combatant Commands besser zu vernetzen. Nach den Terroranschlägen vom 11. September 2001 bekam die Behörde zusätzliche Mittel, um ihre Rolle weiter auszubauen. Mit diesen Mitteln i.H.v. 877 Millionen Dollar Global Information Grid Bandwidth Expansion übernahm die Agentur ihr bisher größtes Projekt, welches am 30. September 2004 einsatzbereit war.
Während des Krieges in Afghanistan baute die DISA das Telecommunications Advisory Team (TAT) auf, welches unter der International Security Assistance Force operierte und für die Kommunikation, Vernetzung der einzelnen Länder und Entwicklungshilfe zuständig war. Von Januar bis Juli 2011 zogen 4500 militärische und zivile Angestellte der DISA sowie Vor-Ort-Vertragspartner aus Arlington und Falls Church, Virgina, die dort zuvor an unterschiedlichen Orten untergebracht waren, in den neuen Hauptquartierkomplex in Fort George G. Meade im Bundesstaat Maryland.

## Befehlshaber
| Rang            | Name               | Bild | Amtszeit                        |
| --------------- | ------------------ | ---- | ------------------------------- |
| Generalleutnant | Alfred D. Starbird |      | März 1962 – November 1967       |
| Generalleutnant | Richard P. Klocko  |      | November 1967 – August 1971     |
| Generalleutnant | Gordon T. Gould    |      | September 1971 – Juli 1974      |
| Generalleutnant | Lee M. Paschall    |      | Juli 1974 – Juli 1978           |
| Vizeadmiral     | Samuel L.Gravely   |      | September 1978 – Juli 1980      |
| Generalleutnant | William J. Hilsman |      | September 1980 – September 1983 |
| Generalleutnant | Winston D. Powers  |      | September 1983 – Mai 1987       |
| Generalleutnant | John T. Myers      |      | Mai 1987 – Juni 1990            |
| Generalleutnant | Thurman D. Rodgers |      | Juni 1990 – Juli 1991           |
| Generalleutnant | Alonzo E. Short    |      | August 1991 – Juli 1994         |
| Generalleutnant | Albert J. Edmonds  |      | Juli 1994 – Juni 1997           |
| Generalleutnant | David J. Kelley    |      | Juni 1997 – Juni 2000           |
| Generalleutnant | Harry D. Raduege   |      | Juni 2000 – Juli 2005           |
| Generalleutnant | Charles E. Croom   |      | Juli 2005 – Juli 2008           |
| Generalleutnant | Carroll F. Pollett |      | November 2008 – Januar 2012     |
| Generalleutnant | Ronnie D. Hawkins  |      | Januar 2012 – Juli 2015         |
| Generalleutnant | Alan R. Lynn       |      | Juli 2015 – Februar 2018        |
| Vizeadmiral     | Nancy A. Norton    |      | Februar 2018 – Februar 2021     |
| Generalleutnant | Robert J. Skinner  |      | Februar 2021 – 4. Oktober 2024  |
| Generalleutnant | Paul T. Stanton    |      | seit 4. Oktober 2024            |

## Auszeichnung
- Joint Meritorious Unit Award